# Yoshimitsu (postać)
Yoshimitsu (jap. 吉光) – fikcyjna postać z gier konsolowych firmy Namco: Tekken oraz Soul Calibur. Yoshimitsu zwany też jako "Yo-man" lub "Space Ninja" to przywódca klanu Manji, organizacji okradającej bogatych, którzy czerpią zyski z nielegalnych i krzywdzących interesów oraz dają ukradzione dobra biednym. Yoshimitsu jest znany w środowisku graczy jako postać nietypowa, charakteryzująca się dziwacznymi ruchami, której opanowanie jest niezwykle trudne. Styl gry Yoshimitsu bazuje na efektownych pułapkach, które służą zmyleniu przeciwnika, oraz na "oki-zeme" – czyli ogólnie pojętemu zadawaniu obrażeń przeciwnikowi leżącemu lub próbującemu wstać. 
Yoshimitsu posiada również największy arsenał ciosów niemożliwych do zablokowania, ciosy najszybsze w grze oraz ciosy, które zadają jemu samemu wielkie obrażenia. Jego charakterystyczne "pozycje" to: Indian Sit (w Soul Calibur: Meditation), w którym Yoshi siada na ziemi. Meditation (pozycja wyłączna dla serii gier Tekken), gdzie Yoshimitsu odwraca się do przeciwnika plecami. Dragonfly, w której bohater lata ponad ziemią, Flea (Pogo Sword), w której stoi na mieczu oraz Super Dragonfly (pozycja wyłączna dla Soul Calibura), w której podobnie jak w pozycji Dragonfly - lata wysoko ponad ziemią.